# Ottawové
Ottawové (anglicky Ottawa, Odawa či Odaawaa, francouzsky Outaouais, Francouzi jim v 17. století říkali Outaouaks či Cheveux relevés – „stojící vlasy“) jsou indiánská etnická skupina (v zásadě kmen). Původně žili v oblasti Velkých jezer. Jejich jméno v překladu znamená „obchodníci“ či „obchodovat“, takto je označovala okolní indiánská etnika. Řadí se mezi algonkinské kmeny, konkrétně mezi tzv. Anišinábegy („lidé“), skupinu blízce spřízněných kmenů, kterou kromě nich tvořili ještě Odžibvejové a Potawatomiové. Jejich živobytí bylo založeno na zemědělství, rybolovu, lovu a obchodu.

## Stručné dějiny
V předhistorických dobách (před příchodem evropských kolonistů) migrovali z pobřežních oblastí Atlantiku do vnitrozemí. Usadili se na ostrově Manitoulin, který leží v Huronském jezeře, a na poloostrově Bruce (obě území leží v dnešní provincii Ontario v Kanadě). Udržovali blízké vztahy se sousedními Hurony. V 17. století se z nich stali zásadní ekonomičtí a rovněž vojenští spojenci Nové Francie (ač je Francouzi často podezírali ze zrádných úmyslů - zběhnutí na stranu Irokézů a potažmo Angličanů). Hráli roli zprostředkovatelů v kožešinovém obchodě, nakupovali kožešiny od kmenů žijících směrem na západ a sever a následně je prodávali Francouzům. Ve 2. polovině 17. století byli v důsledku irokézských útoků nuceni migrovat podél Velkých jezer a rozdělili se na různé skupiny. Část z nich se začátkem 18. století usadila v okolí pevnosti Detroit. V koloniálních válkách (válka krále Viléma, válka královny Anny, válka krále Jiřího, francouzsko-indiánská válka) stáli na straně Francouzů proti Britům. V roce 1763 zorganizoval náčelník Ottawů Pontiac velké indiánské povstání proti britské nadvládě, doufaje v návrat oblíbených Francouzů do oblasti Velkých jezer. Během americké války za nezávislost vedl Ottawy náčelník Egushawa, tentokrát již na straně Britů proti Američanům. Ačkoliv se následně účastnili dalších indiánských válek, jejich moc a vojenská síla upadaly. Ve válce z roku 1812 bojovali opět na straně Britů proti Američanům. Od roku 1817 se začali přesouvat do rezervací. V 21. století existuje několik území (rezervací), kde Ottawové žijí. Nacházejí se v Ontariu (Kanada) a v Michiganu a Oklahomě (USA). Část Ottawů nemá federální uznání v USA jako kmen, uznávány jsou některé skupiny.

## Dědictví
Podle jejich jména byla nazvána řeka Ottawa (vedla k jejich blízkosti a byla jednou z hlavních obchodních cest) a druhotně také hlavní město Kanady.